# Augusto de Sajonia

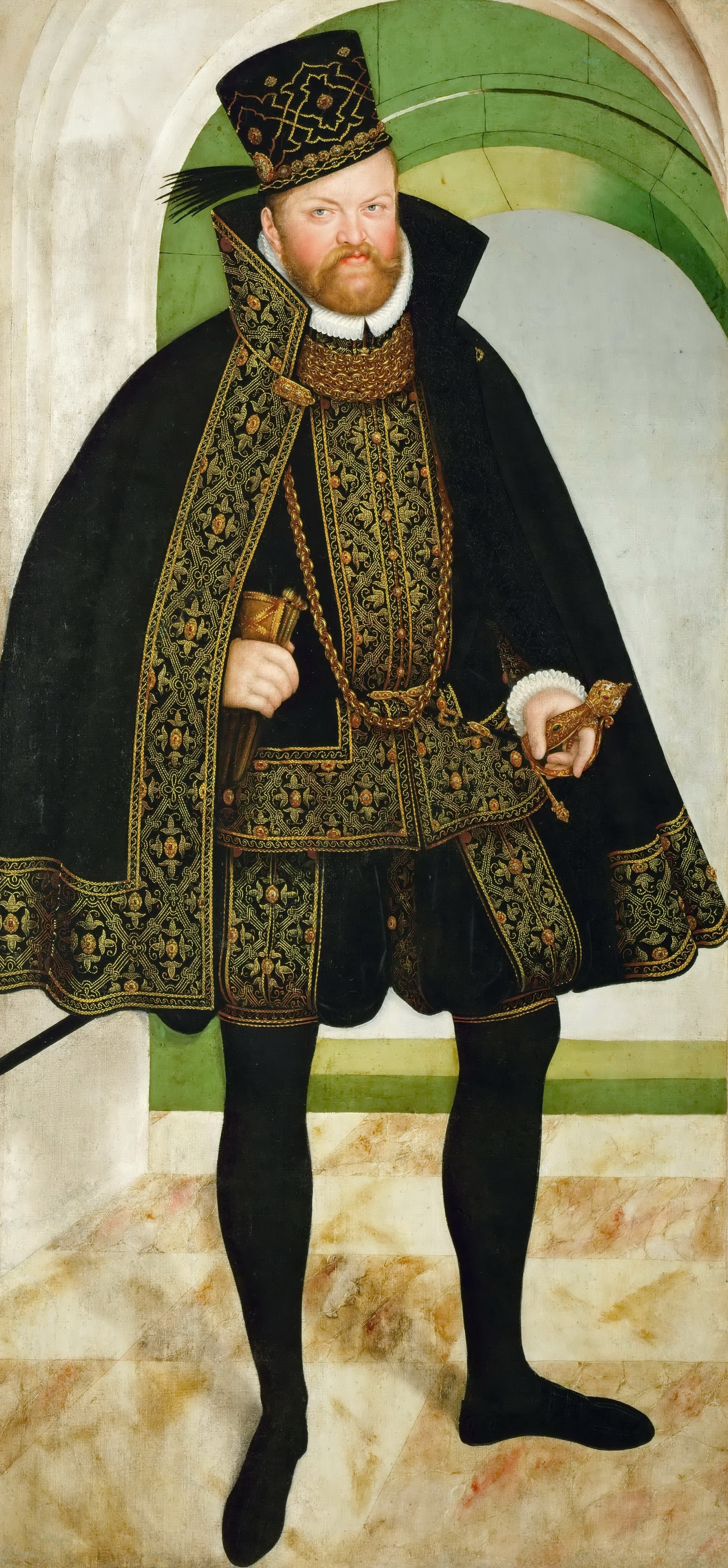
Augusto de Sajonia (cuadro de Lucas Cranach el Joven (ca. 1572), expuesto en Freiberg.

Augusto de Sajonia (en alemán, August von Sachsen; Freiberg, 31 de julio de 1526-Dresde, 11 de febrero de 1586) fue un príncipe elector de Sajonia de la Casa de Wettin.

## Biografía

### Primeros años
Augusto era el menor de los hijos del duque Enrique V de Sajonia-Meissen y de Catalina de Mecklemburgo. Educado como luterano, recibió una excelente instrucción e incluso pudo estudiar unos años en la Universidad de Leipzig.
Cuando el duque Enrique murió en 1541, estipuló que sus tierras debían ser divididas en partes iguales entre sus dos hijos sobrevivientes: Augusto y su hermano mayor, Mauricio. Esto iba en contra de las leyes de sucesión albertinas y como tal, el ducado pasó íntegro al mayor de los hermanos. Augusto, de todas formas, tenía una relación muy fraternal con Mauricio, pero ya no siendo necesaria su presencia en el ducado, pasó la mayor parte del tiempo visitando la corte del emperador Fernando I de Habsburgo en Viena.
En 1544, Mauricio quiso asegurar a su hermano dándole la administración de Merseburgo, pero Augusto era una persona de carácter extravagante y prefirió volver a Dresde. Apoyó a su hermano durante la guerra de la Liga de Esmalcalda y en la política al combatir a su primo, Juan Federico I de Sajonia; esto finalmente convirtió a Mauricio en elector de Sajonia, como recompensa por parte del emperador.
Augusto se casó en Torgau el 7 de octubre de 1548 con Ana de Dinamarca, hija del rey Cristián III de Dinamarca y de Dorotea de Sajonia-Lauenburgo. La pareja fijó su residencia en Weißenfels y tuvo quince hijos. Al poco tiempo de casarse, Augusto comenzó a ambicionar una mejor posición; su hermano Mauricio le concedió la regencia de Sajonia en el año 1552, ya que no tenía herederos. A la muerte de su hermano en 1553, asumió el electorado.

### Elector de Sajonia
La primera preocupación del nuevo elector fue la de asentar su posición. Ese objetivo se cumplió al firmarse un tratado en Naumburgo en febrero de 1554, en el que Juan Federico reconoció sus derechos sobre Altemburgo, además de otras tierras, y como elector de Sajonia. A pesar de ello, se sentía continuamente amenazado, ya que creía que la línea ernestina lo quería fuera de Sajonia. Toda su política de gobierno estuvo marcada por ese temor.
Internamente, Augusto gobernó bajo dos principios fundamentales: cultivar la amistad con los Habsburgo y mantener la paz entre las dos facciones religiosas que dividían el electorado. A esta política podría atribuirse el interés en cuestiones religiosas, como en la Paz de Augsburgo y su tortuosa participación en la Dieta de Augsburgo once años más tarde, y su renuencia a romper completamente con los calvinistas. Su política de «Pax religiosa» fue también la base para promover el matrimonio entre su sobrina, Ana de Sajonia, y el entonces católico Guillermo de Orange en 1561.
Solamente un hecho estuvo a punto de romper la alianza entre Austria y Sajonia. En 1568, se apalabró el matrimonio entre Juan Casimiro del Palatinado-Simmern, hijo del elector palatino Federico III, e Isabel, hija de Augusto. Por un tiempo parecía que este último quería apoyar a su yerno en una revuelta antiaustríaca en los territorios holandeses de los Habsburgo. De hecho, Augusto estuvo en contacto con hugonotes, pero su participación en política exterior causó prontamente su desgracia frente al elector palatino.

### Expansión territorial
Augusto invirtió gran parte de su tiempo buscando la forma de extender los territorios de su padre. En 1573 se convirtió en tutor de los dos hijos de Juan Guillermo, duque de Sajonia-Weimar. Su éxito fue tal que consiguió anexar Henneberg al Electorado de Sajonia. Sus recaudaciones le permitieron tomar ventaja sobre sus vecinos, las regiones de Vogtland y Mansfeld. En 1555 propuso una nómina para el obispado de Meissen y seis años más tarde aseguró la elección de su propio hijo, Alejandro, como obispo de Merseburgo y después como obispo de Naumburgo. Años más adelante, cuando Alejandro murió, esos obispados pasaron a formar parte de los dominios de Augusto.
Fue un gobernante atento a las cuestiones económicas. Favoreció el comercio e impulsó el establecimiento de emigrantes de Flandes en su región, mejorando también los caminos y carreteras, regulando el cambio monetario e inaugurando el primer sistema postal. Estaba principalmente interesado en promover la agricultura, y renovó la ciudad de Dresde con nuevas construcciones de extraordinaria belleza. Sus leyes fueron muchas y justas. La Constitución del año 1572 fue uno de sus proyectos, y con ella gobernó la iglesia, las universidades y la policía, mejorando la administración del sistema judicial y fiscal.

### Últimos años
El 1 de octubre de 1585 murió Ana, su mujer. Tres meses más tarde, el 3 de enero de 1586, Augusto volvió a casarse, esta vez con la jovencísima Inés Eduviges, hija del príncipe Joaquín Ernesto de Anhalt, quien apenas contaba con trece años. Augusto murió un mes más tarde y fue sepultado en la catedral de Freiberg. Su sucesor fue el único hijo que le sobrevivió, Cristián.

## Escritos y colecciones

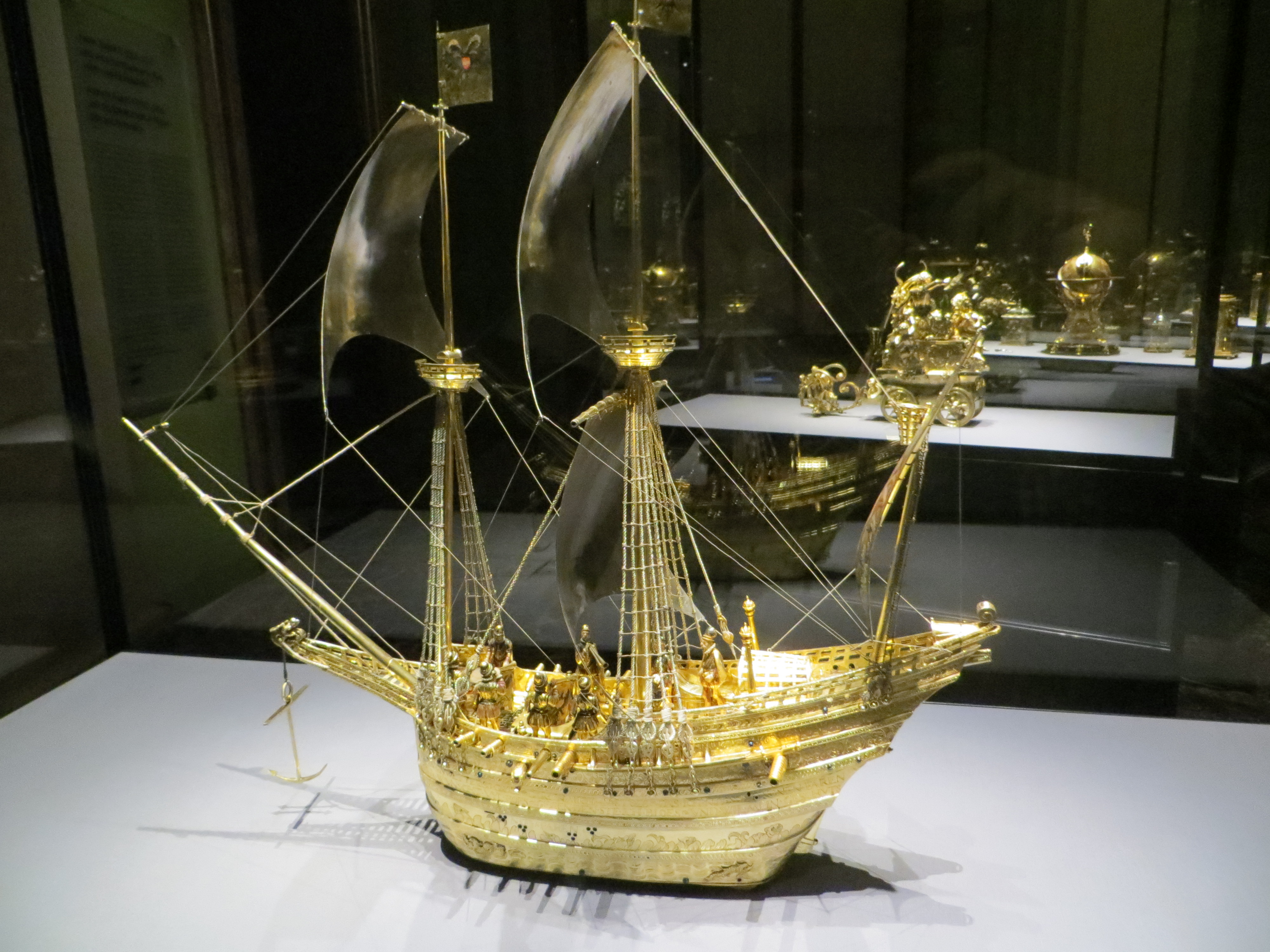
El Galeón Mecánico.

Augusto escribió una pequeña obra sobre agricultura titulada Künstlich Obstund Gartenbüchlein (Libros de frutas y hortalizas artificiales). Era famoso por sus diversas colecciones, incluida la mejor colección de armas y proyectiles del norte de Europa, pinturas y una extensa colección de herramientas. En 1560 fundó el Dresden Kunstkammer, un gabinete de maravillas, el predecesor de las actuales colecciones estatales. Una de sus posesiones, un reloj-autómata mecánico llamado Galeón Mecánico, se encuentra ahora en el Museo Británico. Este artilugio para decorar la mesa tocaba música, decía la hora y mostraba a Augusto y los otros seis electores desfilando ante el emperador romano.